# Siniloan
Siniloan è una municipalità di terza classe delle Filippine, situata nella Provincia di Laguna, nella Regione del Calabarzon.
Siniloan è formata da 20 baranggay:
- Acevida
- Bagong Pag-Asa (Pob.)
- Bagumbarangay (Pob.)
- Buhay
- G. Redor (Pob.)
- Gen. Luna
- Halayhayin
- J. Rizal (Pob.)
- Kapatalan
- Laguio
- Liyang
- Llavac
- Pandeno
- Macatad
- Magsaysay
- Mayatba
- Mendiola
- P. Burgos
- Salubungan
- Wawa